# Jerome Mincy
Jerome Alfred Mincy Clark (Aguadilla, 10 ottobre 1964) è un ex cestista e allenatore di pallacanestro portoricano.

## Carriera
Venne selezionato dai New York Knicks al quinto giro del Draft NBA 1986 (94ª scelta assoluta).
Con Porto Rico disputò tre edizioni dei Giochi olimpici (Seul 1988, Barcellona 1992, Atlanta 1996), cinque dei Campionati mondiali (1986, 1990, 1994, 1998, 2002) e nove dei Campionati americani (1984, 1988, 1989, 1992, 1993, 1995, 1997, 1999, 2001).